# سامي سالم
سامي سالم هو لاعب كرة قدم فلسطيني سابق ومدرب حالي، كان يلعب في صفوف نادي الصداقة وحاليا يدرب نادي الهلال.